# Hymns by Johnny Cash
| Оценки критиков                   | Оценки критиков |
| Источник                          | Оценка          |
| --------------------------------- | --------------- |
| AllMusic                          | [ 1 ]           |
| The Encyclopedia of Popular Music | [ 2 ]           |
| The Rolling Stone Album Guide     | [ 3 ]           |

Hymns by Johnny Cash — третий студийный альбом американского кантри-певца Джонни Кэша, изданный 2 марта 1959 года лейблом Columbia Records. Он стал первым госпел-альбом американского певца Джонни Кэша. Альбом был создан в 1958 году и записан в 1959 году. Альтернативная версия песни It was Jesus была добавлена в качестве бонус-трека после переиздания альбома в 2002 году. По словам Кэша, он покинул Sun Records, потому что Сэм Филлипс не позволил ему записать госпел-альбом. Columbia пообещала ему выпускать время от времени госпел-альбом, и он с успехом записал его. Альбом стал первым и самым популярным госпел-альбомом Кэша и представляет собой пример традиционных гимнов, положенных на музыку кантри-госпел. Альбом был записан одновременно со вторым студийным альбомом The Fabulous Johnny Cash.

## Отзывы
Альбом получил смешанные отзывы музыкальной критики и интернет-изданий. Ричи Унтербергер из AllMusic отметил, что «хотя этот альбом 1959 года был полностью посвящён религиозным песням, его звучание не сильно отличается от его предыдущих работ и остаётся доступным для поклонников Кэша, независимо от того, являются ли они религиозными или интересуются священными песнями. Аранжировки остались такими же скудными, как и в большинстве песен из его каталога 50-х годов, хотя величественный бэк-вокал часто присутствует. Это не совсем традиционные номера, поскольку Кэш написал или написал в соавторстве около половины мелодий. Конечно, песня „Are All the Children In“ не допускает батоса благодаря своим разговорным фрагментам, но такие песни, как „The Old Account“ и „It Was Jesus“, имеют характерный для кантри-рокэбилли отскок, присущий большей части его светского материала. Несмотря на свою специализированность, это несколько типичный диск Кэша 50-х годов, хотя даже типичный Кэш 50-х годов хорош».
The Rolling Stone Album Guide назвал альбом «довольно невпечатляющим». Billboard назвал треки It Was Jesus и I Saw a Man «выдающимся».

## Список композиций
| №  | Название                   | Автор(ы)                                      | Дата записи    | Длительность |
| -- | -------------------------- | --------------------------------------------- | -------------- | ------------ |
| 1. | «It Was Jesus»             | John R. Cash                                  | 24 января 1958 | 2:08         |
| 2. | «I Saw a Man»              | Arthur Smith                                  | 23 января 1959 | 2:36         |
| 3. | «Are All the Children In»  | Craig Starrett                                | 23 января 1959 | 1:58         |
| 4. | «The Old Account»          | Traditional; arranged by J. R. Cash           | 13 января 1959 | 2:29         |
| 5. | «Lead Me Gently Home»      | Will L. Thompson                              | 23 января 1959 | 2:04         |
| 6. | «Swing Low, Sweet Chariot» | народная; аранжировка и адаптация Джонни Кэша | 13 января 1959 | 1:56         |

| №  | Название                  | Автор(ы)                           | Дата записи    | Длительность |
| -- | ------------------------- | ---------------------------------- | -------------- | ------------ |
| 1. | «Snow in His Hair»        | Marshall Pack                      | 13 января 1959 | 2:24         |
| 2. | «Lead Me Father»          | J. R. Cash                         | 13 января 1958 | 2:31         |
| 3. | «I Call Him»              | J. R. Cash Roy Cash                | 23 января 1959 | 1:50         |
| 4. | «These Things Shall Pass» | Stuart Hamblen                     | 23 января 1959 | 2:20         |
| 5. | «He'll Be a Friend»       | J. R. Cash                         | 23 января 1959 | 2:00         |
| 6. | «God Will»                | John D. Loudermilk Marijohn Wilkin | 13 января 1959 | 2:24         |

| №   | Название                         | Автор(ы)   | Дата записи  | Длительность |
| --- | -------------------------------- | ---------- | ------------ | ------------ |
| 13. | «It Was Jesus» (Mono EP Version) | J. R. Cash | 24 июля 1958 | 2:04         |